# マメラ駅

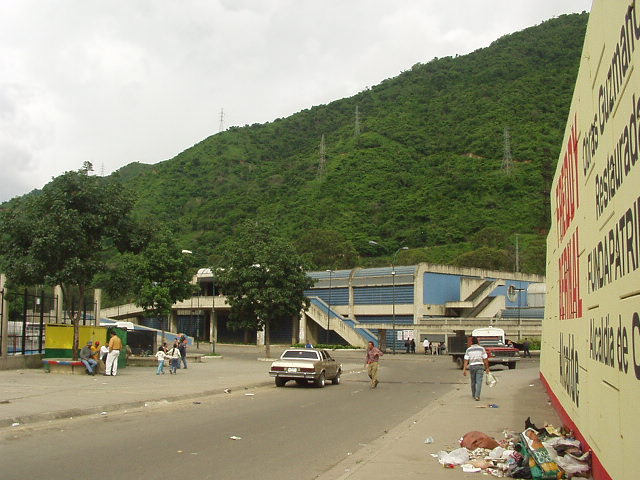
駅舎（2004年6月）

マメラ駅（マメラえき、Estación Mamera）はベネズエラのカラカスにあるカラカス地下鉄2号線の地下鉄駅である。首都地区リベルタドル市アンティマノ区にある。カラカス中心部から南東に延びる二号線は、この駅の南で東西2方向に分かれる。

## 駅の構造
ホームは島式1面2線。改札と切符売り場が地上2階、ホームが地上1階にある。出口は北西側に1か所。

## 駅の周辺
北西側にはバス乗り場と広場がある。付近まで山が迫り、その山の上までバリオが広がる。南東側にはフランシスコ・ファハルド自動車道とグアイレ川があるが、そちらに通じる道はなく、人家も少ない。カラカス中心から続く市街は、マメラ駅近辺で途切れる。

## 歴史
- 1987年10月4日 2号線開通とともに開業。[1]

## 隣の駅
- アンティマノ駅 - マメラ駅 - カリクアオ駅
- アンティマノ駅 - マメラ駅 - ルイス・ピネーダ駅